# Rouen
Rouen je zgodovinsko glavno mesto nekdanje pokrajine Normandije, sedanje severozahodne francoske regije Zgornje Normandije, občina in prefektura departmaja Seine-Maritime. Mesto z okolico ima po podatkih iz leta 1999 518.316 prebivalcev, mestno jedro pa 112.000 (2019). 

## Zgodovina
Neznan Juliju Cezarju, so Rouen ustanovila galska plemena Veliocasses, ki so nadzorovala veliko območje v spodnjem delu doline Sene, za katerimi so ohranjene sledi njihovega imena kot Vexin. Klicali so ga Ratumacos; Rimljani so ga imenovali Rotomagus. Rimski Rotomagus je bil drugo mesto Lugdunske Galije za samim Lugdunumom (Lyonom). V skladu z reorganizacijo cesarstva v času Dioklecijana, je Rouen postal glavno mesto razdeljene pokrajine Lugdunska Galija II in dosegel apogee rimskega razvoja, z amfiteatrom in termami, od katerih so ohranjeni temelji. V 5. stoletju je postal sedež škofije in pozneje glavno mesto Merovinške Nevstrije.

### Srednji vek
Od svojega prvega vdora v spodnji del dolini Sene leta 841, so Vikingi preplavili Rouen, dokler se nekateri od njih niso dokončno naselili in ustanovili kolonijo z Rollom na čelu (ustanovitelj in prvi vladar Vikinške kneževine, ki je kmalu postala znana kot Normandija), ki je bil nominiran grof Rouena od kralja Frankov v letu 911. V 10. stoletju je Rouen postal glavno mesto vojvodine Normandije in rezidenca vojvod, dokler ni Viljem Osvajalec svoj grad uredil v Caenu.
V zgodnjih 1100. je mesto doseglo velikost 30.000 prebivalcev. Leta 1150 je Rouen prejel svojo ustanovno listino, ki mu je omogočila samoupravo. V 12. stoletju je bil Rouen verjetno mesto judovske Ješiva (talmudske šole za študente od najstniških do začetka dvajsetih let). V tistem času je v mestu živela okoli 6.000 Judov, kar je bilo približno 20 % celotnega prebivalstva. Poleg tega je bilo veliko število Judov raztresenih okoli drugih 100 skupnosti v Normandiji. Dobro ohranjeni ostanki srednjeveške židovske stavbe, ki bi lahko bila Ješiva, so odkrili leta 1970 pod Rouenskim sodiščem.
Leta 1200 je požar uničil del stare romanske stolnice, ostal je Sv. Romaina stolp, stranske verande od spredaj in del cerkvene ladje. Nova gradnja sedanje gotske stolnice v Rouenu se je začela v ladji, transeptu, koru in najnižjem odseku stolpa z lanterno. 24. junija 1204 je Filip. II Augustus Francoski vkorakal v Rouen in Normandijo aneksiral k francoskemu kraljestvu. Padec Rouena  je pomenilo konec statusa države Normandije. Porušen je bil normanski grad in ga nadomestil s svojim, Château Bouvreuil, zgrajenem na mestu galsko-rimskega amfiteatra.
Tekstilna industrija se je razvila na osnovi volne uvožene iz Anglije, za katero so s severno Flandrijo in vojvodstvom Brabant vedno tekmovali v iskanju svojega trga na sejmih v Champagni. Rouen je bil za svojo blaginjo hvaležen rečnemu prometu po Seni, kjer je užival monopol, ki je bil dosežen kot v višje ležečem Parizu. Vino in pšenico so izvažali v Anglijo, v zameno za cink in volno.
V 14. stoletju je urbani prepir ogrožal mesto: leta 1291 je bil umorjen župan in izropane plemiške rezidence v mestu. Filip IV. je ponovno uvedel red in z listino zatrl mestni statut in donosen monopol rečnega prometa, vendar pa je bil povsem pripravljen da Rouenčanom odproda njihove nekdanje svoboščine leta 1294. Leta 1306 se je odločil, da iz Rouena iztisnejo judovsko skupnost, ki je štela od pet ali šest tisoč ljudi v mestu s 40.000 prebivalci.
Leta 1389 je potekala druga urbana revolucija, Harelle. To je bil del razširjenega upora v Franciji tistega leta in je bil še enkrat zatrt z odvzemom čarterskih in rečno-prometnih privilegijev Rouenu.
Med stoletno vojno 19. januarja 1419 se je Rouen predal angleškemu kralju Henriku V., Normandija pa je postala del Anglije. Rouen je postal glavno mesto angleške oblasti v okupirani Franciji in ko je vojvoda Bedfordfordki, John Lancaster dobil Ivano Orleansko, jo je maja 1430 vrgel v zapor. Poslana je bila na sojenje v mestu na božič leta 1430. Po dolgem sojenju na cerkvenem sodišču, je bila obsojena. Kazen, sežig na grmadi, je bila izvedena 30. maja 1431, kjer je večina prebivalcev podprla vojvodo Burgundskega, da je Ivana Orleanska kraljev sovražnik.
Kralj Karel VII. Francoski je ponovno zavzel mesto leta 1449, 18 let po smrti Ivane Orleanske in po 30 letih angleške zasedbe. V istem letu je bil mladi Henrik VI. Angleški okronan za kralja Anglije in Francije v Parizu, pred prihodom v Rouen, kjer ga je z odobravanjem sprejela množica.

### Renesansa
Ladjedelnice, kjer je bila aktivnost v času stoletne vojne upočasnjena, so se še enkrat razvile, kot tudi cerkev Saint-Maclou, ki je bila pod angleško okupacijo, in je bila končana v obdobju renesanse. Ladja cerkve svetega Ouena je bila zaključena nazadnje, vendar brez fasade, ki sta jo obdajala stolpa. V tem času je bila zgrajena Salle des pas-perdus (neke vrste čakalnica ali preddverje) prejšnjega sodišča. Celotna stavba je bila zgrajena v razposajenem gotskem slogu, v katerega so bili vključen prvi dekorativni elementi, ki so značilni za renesančni slog prav v začetku 16. stoletja.
V tistem času je bil Rouen najbolj naseljeno mesto za Parizom, Marseillom in Lyonom. Rouen je bil tudi ena od normanskih zibelk umetniške renesanse, zlasti tista pod pokroviteljstvom nadškofov in finančnikov mesta.
Gospodarska rast mesta ob koncu 15. stoletja je bila v glavnem posledica tekstilne industrije, pa tudi za razvoja industrije svile in metalurgije. Ribiči iz Rouena so pluli do Baltika, da bi lovili sledi. Sol so uvažali iz Portugalske in Guérande (srednjeveško mesto, ki se nahaja v departmaju Loire-Atlantique v zahodni Franciji). Tekstil so prodajali v Španiji, ki je zagotavljala tudi volno, družina Medičejcev pa je Rouen uporabljala kot glavno pristanišče za prodajo rimskega aluma (vrsta galuna).
Na začetku 16. stoletja je Rouen postal glavna francoska vrata, skozi katera je potekalo trgovanje z Brazilijo, v glavnem za uvoz tekstilnih barvil. Do leta 1500 je bilo v mestu delovalo deset tiskarskih delavnic, po namestitvi prve šestnajst let prej.

### Vojna za vero
V letih po 1530 je del populacije v Rouenu pripadal kalvinistom. Člani reformirane cerkve, ki so zastopali četrtino do tretjino celotne populacije, je bila pomemben del, vendar še vedno manjšina.
Leta 1550 je kralj Henrik II. uprizoril zmagoslavni vstop v Rouenu, po vzoru antičnega rimskega in še posebej v primerjavi s tretjim Pompejevim zmagoslavjem leta 61 pred našim štetjem v Rimu. Vendar pa to ni bilo dovolj, saj je za dolgo ohranil kraljevsko oblast v mestu.
Od 1560 dalje so se napetosti med protestantsko in katoliško skupnostjo naraščale do pokola v Vassyju v prvi od francoskih verskih vojn. Dne 15. april 1562 so protestanti vstopili v mestno hišo in vrgli ven osebnega predstavnika kralja. V maju je izbruhnil ikonoklazem (razbijanje kipov). 10. maja so katoliški člani mestnega sveta pobegnili iz Rouena. Katolike so prijeli in zaprli v utrdbo Sv. Katarine. Obe strani sta se zatekli k taktiki terorizma.
V tem trenutku so protestantske mestne oblasti zahtevale pomoč od kraljice Elizabete I. Angleške. V skladu s »Pogodbo iz Hampton Courta«, ki  jo je podpisala 20. september 1562 s Hugenoti, je Anglija poslala vojake v podporo protestantom in ti so zasedli Le Havre. 26. oktobra 1562 so francoski kraljevi vojaki ponovno zavzeli Rouen in ga izropali v treh dneh.
Novica o pokolu na dan sv. Jerneja je dosegla Rouen konec avgusta 1572. Hennequier se je skušal izogniti pokolu protestantov, ki so jih ustrelili v različnih zaporih. Med 17 in 20. septembrom so množice vdrle vrata v zaporih in pomorile protestante, ki so jih našli v notranjosti.
Mesto je še večkrat napadel Henrik IV. Francoski , vendar se je upiralo, predvsem med obleganjem decembra 1591 do maj 1592, s pomočjo španske vojske, ki jo je vodil Alessandro Farnese, vojvoda Parmski.

### Klasična doba
Stalna državna blagajna Normandije, ki jo je leta 1499 v Rouenu namestil George Amboise, se je preoblikovala v regionalno administracijo pod Francem I. leta 1515 in bila vse do revolucije upravno središče regije. Imela sodne, zakonodajne in izvršilne pristojnosti v normanskih zadevah in podrejena samo tajnemu svetu. Imela je tudi pooblastilo upravljati francosko Kanado. 16. in 18. stoletje sta prinesla blaginjo prek trgovine s tekstilom in povečano uporabo pristaniških zmogljivosti. Leta 1703 je bila oblikovana Normanska trgovinska zbornica. Čeprav ni imel univerze, je Rouen postal pomembno intelektualno središče zaradi svojih cenjenih šol visokošolskega izobraževanja. Leta 1734 je bila ustanovljena šola za kirurgijo (druga, v Parizu je bila prva ustanovljena leta 1724). Leta 1758 je bila odprta nova bolnišnica na zahodu mesta, ki je nadomestila staro srednjeveško, tisto, ki se je nahaja na južni strani katedrale in je postala premajhna.

### Moderna doba
V francosko-pruski vojni leta 1870 so Rouen zasedli Prusi.
V času prve svetovne vojne so Britanci uporabljali Rouen kot podporno bazo, v njem je bilo veliko vojaških bolnišnic.
Mesto je bilo močno poškodovano med drugo svetovno vojno – približno 45 % je bilo uničenega. V juniju 1940 je območje med katedralo Notre-Dame in reko Seno gorelo 48 ur, ker Nemci niso omogočili dostopa gasilcem do požara. Druga področja so bila poškodovana med marcem in avgustom 1944, tik pred in med bitko v Normandiji, ki se je končala na levem bregu Sene z uničenjem več polkov pripadnikov nemško 7. armade. Katedrala in več pomembnih spomenikov Rouen je bilo poškodovanih zaradi zavezniških bombnih napadov. Med nemško okupacijo je imela nacistična Nemčija sedež Kriegsmarine v četrti château, kjer je sedaj poslovna šola École Supérieure de Commerce de Rouen. Mesto so osvobodili  Kanadčani 30. avgusta 1944 po zlomu Normandije.

## Geografija
Mesto leži v severozahodni Franciji ob reki Seni in njenih manjših pritokih Aubette, Robec in Cailly.

## Administracija
Rouen je sedež sedmih kantonov:
- Kanton Rouen-1 (del občine Rouen: 19.964 prebivalcev),
- Kanton Rouen-2 (del občine Rouen: 13.643 prebivalcev),
- Kanton Rouen-3 (del občine Rouen: 12.033 prebivalcev),
- Kanton Rouen-4 (del občine Rouen: 11.153 prebivalcev),
- Kanton Rouen-5 (del občine Rouen: 15.671 prebivalcev),
- Kanton Rouen-6 (del občine Rouen: 20.682 prebivalcev),
- Kanton Rouen-7 (del občine Rouen: 13.446 prebivalcev).

Mesto je prav tako sedež okrožja, v katerega so poleg njegovih vključeni še kantoni Bois-Guillaume, Boos, Buchy, Caudebec-en-Caux, Caudebec-lès-Elbeuf, Clères, Darnétal, Doudeville, Duclair, Elbeuf, Grand-Couronne, Grand-Cuevilly, Maromme, Mont-Saint-Aignan, Notre-Dame-de-Bondeville, Pavilly, Petit-Quevilly, Saint-Étienne-du-Rouvray, Sotteville-lès-Rouen-Vzhod/Zahod, Yerville in Yvetot s 608.671 prebivalci.

## Znamenitosti
Rouen je na seznamu francoskih umetnostno-zgodovinskih mest.
Victor Hugo je Rouen poimenoval za »mesto stoterih zvonikov« (la ville aux cent clochers), Stendhal za gotske Atene.
- gotska stolnica Notre-Dame z začetkom gradnje v letu 1202, s Tour de Beurre (maslenim stolpom), ki so ga financirali s prodajo odpustkov za porabo masla v postnem času. ob njenem dokončanju je bila s 151 metri najvišja zgradba na svetu (1876–1880). V njej je shranjeno srce Riharda Levjesrčnega. Je sedež Rouenskih nadškofov. Gotsko pročelje stolnice (končano v 1500), je bil predmet serije slik Clauda Moneta, od katerih so nekatere razstavljena v Musée d'Orsay v Parizu.
- Gros Horloge, astronomska ura iz 16. stoletja, čeprav nekateri trdijo, da je precej starejša (1389);
- cerkev Saint Ouen (12.–15. stoletje);
- cerkev sv. Maclouja (Église Saint-Maclou de Rouen) iz 15. stoletja;
- Palais de Justice, sodna palača, nekdaj sedež normanskega Parlamenta (francoskega sodišča);
- sodobna cerkev sv. Ivane Orleanske v središču trga Place du Vieux Marché, oblikovana kot grmada.

V Rouenu je veliko muzejev: 
- muzej lepih umetnosti in keramike, ki hrani čudovito zbirko keramike in porcelana, po kateri je bil Rouen znan med 16. in 18. stoletjem;
- Muzej mornarice Rouena je pomorski muzej, ki se nahaja v pristaniškem hangarju št. 13 (na obrežju Quai Émile Duchemin);
- Muzej lepih umetnosti v Rouenu (fr.: Musée des Beaux-Arts de Rouen), umetnostni muzej s slikami znanih slikarjev, kot sta Claude Monet in Géricault;
- Musée maritime fluvial et portuaire - muzej o zgodovini pristanišča Rouen in navigacije;
- Musée des antiquités, umetnostni in zgodovinski muzej z lokalnimi deli od bronaste dobe do renesanse;
- Musée de la céramique, Musée Le Secq des Tournelles ...

Jardin des Plantes de Rouen je znan botanični vrt, nekoč v lasti škotskega bankirja Johna Lawa in datira v sedanji obliki v leto 1840. Bil je mesto skoka s padalom iz balona leta 1817, ki ga je izvedel Elisa Garnerin.

## Šport
Na dirkališču Rouen-Les-Essarts blizu Rouena je petkrat potekala dirka Svetovnega prvenstva Formule 1 za Veliko nagrado Francije, zmagali so Alberto Ascari leta 1952, Juan Manuel Fangio leta 1957, Dan Gurney v letih 1962 in 1964 ter Jacky Ickx na zadnji dirki tu leta 1968.

## Transport
Glavni vlaki obratujejo od Gare de Rouen-Rive-Droite do Le Havra in Pariza, regionalni vlaki vozijo v Caenu, Dieppe in druge lokalne kraje v Normandiji. Dnevno vozijo neposredni vlaki do Amiensa in Lilla in TGV (hitri vlak) dnevno povezuje Lyon in Marseille.
Mestni prevoz v Rouenu sestavljata tramvaj in avtobus. Tramvaj vozi po dveh linijah od predora do mestnega središča. Rouen ima tudi sistem TEOR (Transport Est-Ouest Rouennais) kjer se avtobusi navezujejo na tramvaja z TCAR (Transports en commun de l'agglomération rouennaise), hčerinskim podjetjem Veolia Transport.
Rouen ima svoje letališče, ki služi predvsem notranjim povezavam, kot tudi mednarodnih destinacijam v Evropi.
Reka Sena je glavna plovna pot za povezavo pomorskega tovora v pristanišče Rouen. Trajektna pristanišča za prečkanje Kanala - Caenu, Le Havre, Dieppe (50 minut) in Calais, ter predor pod Rokavskim prelivom - so na dosegu prevožene razdalje (dve in pol ali manj).

## Pobratena mesta
- Gdańsk, Poljska, od 1992[10]
- Cleveland, ZDA[11]
- Hanover, Nemčija[12]
- Norwich, Velika Britanija[13]
- Ningbo, Kitajska
- Salerno, Italija, od 2003
- Wejherowo, Poljska
- Čedžu (mesto), Južna Koreja, od 2004

## Pomembni ljudje
Rojeni v Rouenu:
- Edward IV. Angleški (1442–1483), angleški kralj
- Thomas Aubert (rojen v 1500.), navigator in prvi francoski raziskovalec Novega sveta
- Guillaume Guéroult (1507–1569), založnik, prevajalec in pesnik
- François de Civille (1537–1610), kalvinist vodja pod Gabrielom, grofom Montgomerijem
- Isaac Oliver (okoli 1560–1617), v Franciji rojen Anglež, slikar
- Guy de la Brosse (1586–1641), botanik in farmacevt
- Antoine Girard de Saint-Amant (1594–1661), protestantski pesnik
- Alphonse Maille (1813–1865, Pariz) francoski botanik, ustanovitelj Société botanique de France
- Samuel Bochart (1599–1667), protestantski teolog in orientalist
- Jean Dubuc (rojen v 1600-tih), stari oče Juliena Dubuqueja (1762–1810, francosko-kanadski raziskovalec in ustanovitelj Dubuque, Iowa, ZDA.
- Pierre Corneille (1606–1684), tragik
- Guillaume Couture (1617–1701), misijonar in diplomat v Quebecu po 1640
- Adrien Auzout (1622–1691), astronom
- Thomas Corneille (1625–1709), dramatik, brat Pierra Corneilla
- Noel Alexandre (1630–1724), teolog in cerkveni zgodovinar
- Catherine Primot-Thiéry (1640- ?), Pierre Le Moyne, Sieur d'Iberville in Jean-Baptiste Le Moyne, Sieur de Bienvilla mati, oba kanadska raziskovalca
- Marie Champmeslé (1642–1698), igralka
- René-Robert Cavelier, Sieur de La Salle (1643–1687), klerik in raziskovalec
- Gabriel Daniel (1649–1728), jezuitski zgodovinar
- Nicolas Lemery (1645–1715), kemik
- Jean Jouvenet (1647–1717), slikar
- Nicolas Gueudeville (1652–1721), prevajalec,novinar, zgodovinar in pisatelj
- Jacques Basnages (1653–1723), protestantski teolog
- Bernard le Bovier de Fontenelle (1657–1757), avtor, nečak Pierra Corneilla
- Pierre Antoine Motteux (1663–1718), v Franciji rojen angleški prevajalec in dramatik
- Pierre Dangicourt (1664–1727), matematik
- François Blouet de Camilly (1664–1723), katoliški škof Toula in nadškof Toursa
- Pierre François le Courayer (1681–1776),katoliški teolog in podpornik angleške cerkve
- François d'Agincourt (1684–1758), skladatelj, harfist in organist
- Jean II. Restout (1692–1768), slikar
- Jeanne-Marie Leprince de Beaumont (1711–1780), romanopisec, avtor pravljice Lepotica in zver
- Jacques-François Blondel (1705–1774), arhitekt, urbanist
- Marie-Madeleine Hachard (1708–1760), nuna Uršulinka, ustanoviteljica samostana v New-Orleansu
- Jacques Duphly (1715–1789), harpsikordist in skladatelj
- Pierre Levieux (1702–1796), kapitan ladje
- François-Adrien Boïeldieu (1775–1834), skladatelj
- Pierre Louis Dulong (1785–1838), fizik in kemik
- Théodore Géricault (1791–1824), slikar,  Splav meduze
- Armand Carrel (1800–1836), pisatelj
- Pierre Adolphe Chéruel (1809–1891), zgodovinar
- Gustave Flaubert (1821–1880), romanopisec
- Eugène Ketterer (1831–1870), skladatelj in pianist
- Eugène Caron (1834–1903), operni pevec
- Maurice Leblanc (1864–1941), Pisatelj, avtor Arsène Lupina
- Charles Nicolle (1866–1936), bakteriolog, Nobelov nagrajenec 1928  za medicino
- Georges Guillain (1876–1961),[nevrolog
- Robert Antoine Pinchon (1886–1943), post-Impresionistični slikar šole l'École de Rouen
- Marcel Dupré (1886–1971), organist in skladatelj
- Marcel Duchamp (1887–1968), umetnik in šahist
- Roger Apéry (1916–1994), matematik

## V fikciji in popularni kulturi

### Film
Film iz leta 2000 Okus po drugi je bil posnet in obdelan v Rouenu. 
V filmu iz leta 2001 A Knight's Tale, se protagonist William Thatcher (igra ga Heath Ledger) predstavlja kot plemenit in tekmuje v prvem dvoboju turnirja v Rouenu. 
V filmu iz leta 1952 Sneg na Kilimandžaru, spomini Harry Street z naslovom The Road to Rouenu v sceni s Harryjem in stricem Bilom.